# Exochus dentifrons
Exochus dentifrons là một loài tò vò trong họ Ichneumonidae.